# Krokodylowate
Krokodylowate, krokodyle właściwe (Crocodylidae) – rodzina zauropsydów z nadrodziny Crocodyloidea w rzędzie krokodyli (Crocodylia).
Mają węższy i dłuższy pysk niż aligatorowate. Spośród zębów o różnej wielkości czwarty ząb nie chowa się w zatoce kości przedszczękowej, jak u aligatorowatych, i pozostaje widoczny po zamknięciu pyska. Zęby żuchwy i szczęki zachodzą między siebie przy zamkniętym pysku. Największe zęby żuchwy wchodzą w wycięcia na krawędziach szczęk. Licząc od przodu pyska w żuchwie największy jest czwarty ząb, a w szczęce piąty. Współczesne krokodylowate występują w południowej Azji, Afryce, północnej Australii, Nowej Gwinei, Amerykach Północnej, Środkowej i Południowej.
Obecnie wszystkie gatunki są pod ścisłą ochroną. Ludzie polowali na krokodyle od wieków dla skór i mięsa, dziś tworzy się farmy hodowlane by ocalić najbardziej zagrożone gatunki
Płeć krokodyli zależy od temperatury, w jakiej rozwijały się jaja. Przy temperaturze 32 °C wylęga się tyle samo samic co samców. Jeżeli wzrośnie do 33–35 °C, wyklują się tylko samce, a gdy spadnie do 28–31 °C – tylko samice.

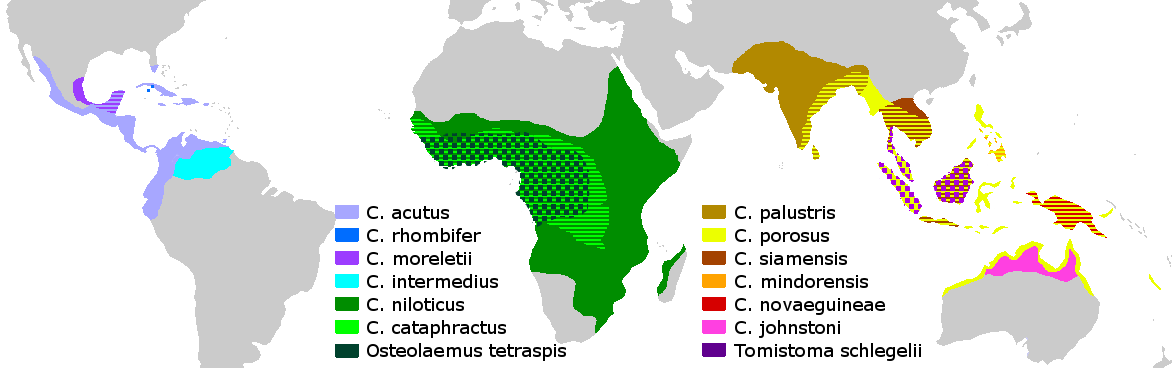
Zasięg występowania gatunków z rodziny Crocodylidae

## Systematyka
Tradycyjnie do krokodylowatych zaliczano gatunki należące do rodzajów Crocodylus, Osteolaemus i Tomistoma, dlatego według definicji filogenetycznej przedstawionej w 2003 roku przez Christophera Brochu klad Crocodylidae obejmuje ostatniego wspólnego przodka krokodyla nilowego, krokodyla krótkopyskiego i krokodyla gawialowego. Dane molekularne sugerują jednak bliskie pokrewieństwo ostatniego z nich z gawialem – w takim przypadku klad Gavialoidea, do którego należy gawial, stałby się grupą wewnątrz Crocodylidae, dlatego Brochu przedstawił również alternatywną definicję, zgodnie z którą do krokodylowatych należałyby wszystkie taksony bliżej spokrewnione z krokodylem nilowym niż z krótkopyskim.
Wewnątrz Crocodylidae wyróżnianych jest kilka głównych podgrup: Crocodylinae, Osteolaeminae i Tomistominae. Tomistominae mogą być jednak bliżej spokrewnione z gawialem, a tym samym nie należeć do Crocodylidae. W takim przypadku – zgodnie z definicjami podanymi przez Brochu – Crocodylinae i Osteolaeminae stałyby się taksonami siostrzanymi. Jeśli jednak Tomistominae należą do krokodylowatych, wówczas Osteolaeminae byłyby podgrupą wewnątrz Crocodylinae. Niejasna jest również pozycja wymarłego kladu Mekosuchinae, który może należeć do Crocodylinae lub być taksonem siostrzanym dla krokodylowatych.
Uproszczony kladogram Crocodylidae według Brochu (2003 i 2007), na podstawie danych morfologicznych
|  | Tomistominae |
|  |              |

|  | Mekosuchinae |
|  |              |

|  | Osteolaeminae                                                         |
|  |                                                                       |
|  | \| \| Mecistops cataphractus \| \| \| \| \| \| Crocodylus \| \| \| \| |
|  |                                                                       |
|  | Mecistops cataphractus                                                |
|  |                                                                       |
|  | Crocodylus                                                            |
|  |                                                                       |

|  | Mecistops cataphractus |
|  |                        |
|  | Crocodylus             |
|  |                        |

|  | Mekosuchinae |
|  |              |

|  | Osteolaeminae                                                         |
|  |                                                                       |
|  | \| \| Mecistops cataphractus \| \| \| \| \| \| Crocodylus \| \| \| \| |
|  |                                                                       |
|  | Mecistops cataphractus                                                |
|  |                                                                       |
|  | Crocodylus                                                            |
|  |                                                                       |

|  | Mecistops cataphractus |
|  |                        |
|  | Crocodylus             |
|  |                        |

|  | Tomistominae |
|  |              |

|  | Mekosuchinae |
|  |              |

|  | Osteolaeminae                                                         |
|  |                                                                       |
|  | \| \| Mecistops cataphractus \| \| \| \| \| \| Crocodylus \| \| \| \| |
|  |                                                                       |
|  | Mecistops cataphractus                                                |
|  |                                                                       |
|  | Crocodylus                                                            |
|  |                                                                       |

|  | Mecistops cataphractus |
|  |                        |
|  | Crocodylus             |
|  |                        |

|  | Mekosuchinae |
|  |              |

|  | Osteolaeminae                                                         |
|  |                                                                       |
|  | \| \| Mecistops cataphractus \| \| \| \| \| \| Crocodylus \| \| \| \| |
|  |                                                                       |
|  | Mecistops cataphractus                                                |
|  |                                                                       |
|  | Crocodylus                                                            |
|  |                                                                       |

|  | Mecistops cataphractus |
|  |                        |
|  | Crocodylus             |
|  |                        |

Klasyfikacja krokodylowatych według The Reptile Database:
- Crocodylus Laurenti, 1768
- Mecistops J.E. Gray, 1844
- Osteolaemus Cope, 1860 – jedynym przedstawicielem jest Osteolaemus tetraspis Cope, 1861 – krokodyl krótkopyski
- Tomistoma Müller, 1845 – jedynym żyjącym współcześnie przedstawicielem jest Tomistoma schlegelii (Müller, 1838) – krokodyl gawialowy